# Сент-Меріс (Ньюфаундленд і Лабрадор)
Сент-Меріс (англ. St. Mary's) — містечко в Канаді, у провінції Ньюфаундленд і Лабрадор.

## Населення
За даними перепису 2016 року, містечко нараховувало 347 осіб, показавши скорочення на 21,0%, порівняно з 2011-м роком. Середня густина населення становила 9,4 осіб/км².
З офіційних мов обидвома одночасно володіли 5 жителів, тільки англійською — 340. Усього 5 осіб вважали рідною мовою не одну з офіційних.
Працездатне населення становило 45,3% усього населення, рівень безробіття — 6,9% (13,3% серед чоловіків та 13,3% серед жінок). 82,8% осіб були найманими працівниками, а 17,2% — самозайнятими.

## Клімат
Середня річна температура становить 5,4°C, середня максимальна – 18,7°C, а середня мінімальна – -7,8°C. Середня річна кількість опадів – 1 543 мм.
| Клімат поселення                              | Клімат поселення | Клімат поселення | Клімат поселення | Клімат поселення | Клімат поселення | Клімат поселення | Клімат поселення | Клімат поселення | Клімат поселення | Клімат поселення | Клімат поселення | Клімат поселення | Клімат поселення |
| Показник                                      | Січ.             | Лют.             | Бер.             | Квіт.            | Трав.            | Черв.            | Лип.             | Серп.            | Вер.             | Жовт.            | Лист.            | Груд.            |                  |
| Середній максимум, °C                         | 0,90             | 0,20             | 2,47             | 6,37             | 10,32            | 14,20            | 17,26            | 18,70            | 15,84            | 11,17            | 6,90             | 2,75             |                  |
| Середня температура, °C                       | −3,1             | −3,8             | −1,51            | 2,38             | 6,32             | 10,22            | 14,15            | 15,59            | 12,72            | 8,05             | 3,78             | −0,38            |                  |
| Середній мінімум, °C                          | −7,09            | −7,78            | −5,51            | −1,61            | 2,34             | 6,24             | 11,04            | 12,47            | 9,60             | 4,94             | 0,67             | −3,5             |                  |
| Норма опадів, мм                              | 139              | 129              | 138              | 116              | 111              | 121              | 120              | 108              | 130              | 141              | 148              | 142              |                  |
| Середньомісячна швидкість вітру, м/с          | 8.80             | 7.80             | 7.34             | 6.70             | 5.90             | 5.40             | 5.20             | 5.31             | 6.00             | 6.96             | 7.74             | 8.47             |                  |
| Середньомісячна сонячна радіація, кДж/м²·день | 3998             | 6801             | 10759            | 14156            | 17307            | 19168            | 18997            | 16207            | 12274            | 7422             | 4252             | 3214             |                  |
| --------------------------------------------- | ---------------- | ---------------- | ---------------- | ---------------- | ---------------- | ---------------- | ---------------- | ---------------- | ---------------- | ---------------- | ---------------- | ---------------- | ---------------- |
| Джерело:                                      |                  |                  |                  |                  |                  |                  |                  |                  |                  |                  |                  |                  |                  |